# We Go Together
Albums de George Jones & Tammy Wynette
George Jones Sings the Great Songs of Leon Payne
(1971) A Picture of Me (Without You)
(1972)
We Go Together est un album des artistes américains de musique country George Jones et Tammy Wynette. Cet album est sorti le 13 novembre 1971 sur le label Epic Records. C'est le premier album de Jones sur Epic et c'est également son premier album avec sa femme d'alors, Tammy Wynette. C'est aussi le premier album de Jones avec le producteur Billy Sherrill.

## Liste des pistes
| No  | Titre                       | Auteur                                     | Durée |
| --- | --------------------------- | ------------------------------------------ | ----- |
| 1.  | We Go Together              | Sammy Lyons, Danny Walls, Norris Wilson    |       |
| 2.  | It's So Sweet               | George Jones, Tammy Wynette                |       |
| 3.  | Something to Brag About     | Bobby Braddock                             |       |
| 4.  | Never Grow Cold             | Jones, Wynette                             |       |
| 5.  | You're Everything           |                                            |       |
| 6.  | Take Me                     | George Jones, Leon Payne                   |       |
| 7.  | Just Someone I Used to Know | Jack Clement                               |       |
| 8.  | Living on Easy Street       | Earl Montgomery                            |       |
| 9.  | Lifetime Left Together      |                                            |       |
| 10. | When True Love Steps In     | S. Tackett, Carmol Taylor                  |       |
| 11. | After Closing Time          | Billy Sherrill, Danny Walls, Norris Wilson |       |

## Positions dans les charts
Album – Billboard (Amérique du nord)
| Année | Chart          | Position |
| ----- | -------------- | -------- |
| 1971  | Albums country | 3        |
| 1971  | Albums pop     | 169      |